# Turkui Egyetem
A Turkui Egyetem (finnül: Turun yliopisto, svédül: Åbo universitet) 1920-ban Turkuban alapították. Jelenleg mintegy 19 517 diák és 3000 oktató mondhatja magát egyetemi polgárnak. Finnország második legnagyobb egyeteme a beiratkozott diákok száma alapján, valamint az egyik legöregebb is.

## Története

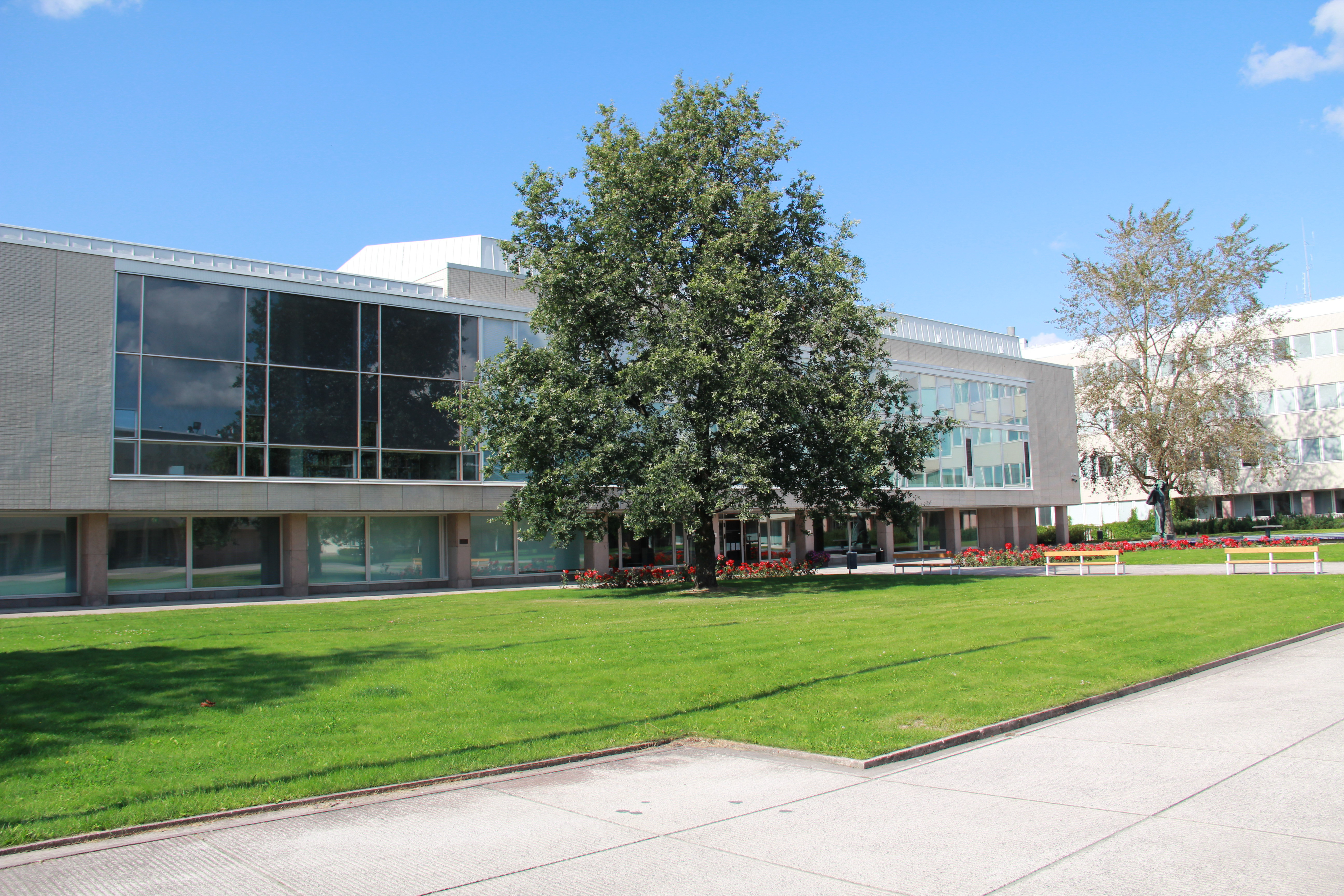
Az egyetemi könyvtár Yliopistonmäkiben, Turkuban.

Finnország első főiskolája a Turkui Királyi Akadémia (Turun Akatemia) volt, melyet 1640-ben alapítottak – ez a mai Helsinki Egyetem (Helsingin yliopisto). 1820-ban egy új iskolát hoztak létre, amely Finnországban elsőként alkalmazta a Bell-Lancaster-féle módszert, melynek fő célja volt, hogy az alacsonyabb osztálybeliek számára is biztosítsa az oktatást.